# 천웨이팅
천웨이팅(중국어 간체자: 陈伟霆, 정체자: 陳偉霆, 한어 병음: Chén Wěitíng, 월병: Can4 Wai5 ting4 찬와이팅[*], 한자음: 진위정, 영어: William Chan 윌리엄 챈[*], 1985년 11월 21일 ~ )은 홍콩의 가수, 배우이다.
2003년에 TVB 방송국이 주최한 음악 경연 프로그램인 《신인 노래 경연 대회》(新秀歌唱大賽)에 참가하여 여러 상을 수상하였으며 엠퍼러 엔터테인먼트와의 계약을 맺었다. 2006년에는 광둥어 대중음악 그룹 Boy'z에 합류하여 가수 활동을 시작했고 2008년에 Boy'z를 떠나 솔로 가수로 활동하면서 같은 해에 데뷔 솔로 앨범을 발매하였다. 이후 총 7장의 앨범과 6장의 싱글을 발매하였다.
2013년부터 점차 중국 본토로 활동 무대를 옮겼고 드라마 등에서 활약했다. 천웨이팅은 2015년 《포브스》중국 연예인 100명에 관한 순위에서 70위를 기록했고 2017년에는 21위, 2019년에는 23위에 올랐다.
"Inside Me" 순회공연은 2016년 시작하여 베이징, 상하이, 난징의 공연을 거쳤으며 2017년 첫 무대로 충칭에서의 막을 올렸고 지난 4월 30일 광저우에서 공연을 열었다.

## 생애
- 2006년 그룹 'Sun Boy'z' 멤버 가수로 데뷔
- 2013년 중국에서 연기 활동

## 필모그래피

### 방송
| 연도 | 제목               | 역할   | 비고 |
| ---- | ------------------ | ------ | ---- |
| 2015 | 《황색생향》       |        |      |
| 2015 | 《사대명포》       | 추명   |      |
| 2016 | 《촉산전기》       |        |      |
| 2016 | 《인위애정유행복》 | 소개문 |      |
| 2016 | 《연래행복》       |        |      |
| 2016 | 《노구문》         |        |      |
| 2017 | 《취영롱》         |        |      |
| 2018 | 《남방유교목》     |        |      |
| 2021 | 《곡주부인》       |        |      |

### 영화
| 연도 | 제목                   | 역할     | 비고 |
| ---- | ---------------------- | -------- | ---- |
| 2009 | 《애출묘》             | 윌리엄   |      |
| 2009 | 《세븐 투 원》         | 윌리엄   |      |
| 2009 | 《사신사료》           |          |      |
| 2010 | 《교감》               | 핑       |      |
| 2011 | 《욕정의 맛》          | 빌       |      |
| 2012 | 《찰직》               | 아정     |      |
| 2013 | 《하드코어 코미디》    | 아걸     |      |
| 2014 | 《남인오가이궁》       | 가용     |      |
| 2015 | 《박격미성》           |          |      |
| 2016 | 《귀엽거나 미치거나》  |          |      |
| 2017 | 《정복의 신 징기스칸》 | 징기스칸 |      |
| 2019 | 《총애》               |          |      |